# Meta (araña)
Meta es un género de arañas araneomorfas de la familia Tetragnathidae, presentes en todo el mundo.

## Especies
- Meta abdomenalis Patel & Reddy, 1993 (India)
- Meta aerea Hogg, 1896 (territorio del norte)
- Meta aurora Simon, 1901 (Argentina)
- Meta barreti Kulczyn'ski, 1899 (Madeira)
- Meta baywanga Barrion & Litsinger, 1995 (Filipinas)
- Meta birmanica Thorell, 1898 (Myanmar)
- Meta bourneti Simon, 1922 (Europa a Georgia, Norte de África)
- Meta dolloff Levi, 1980 (EE. UU.)
- Meta gertschi Lessert, 1938 (Congo)
- Meta japonica Tanikawa, 1993 (Japón)
- Meta longipalpis Pavesi, 1883 (Etiopía)
- Meta maculata (Blackwall, 1865) (Is. de Cabo Verde)
- Meta manchurica Marusik & Koponen, 1992 (Rusia, Corea)
- Meta melanicruciata Saito, 1939 (Japón)
- Meta menardi (Latreille, 1804)  (Europa a Corea)
- Meta merianopsis Tullgren, 1910 (este de África)
- Meta meruensis Tullgren, 1910 (este de África)
- Meta milleri Kratochvíl, 1942 (Croacia)
- Meta minima Denis, 1953 (Is. Canarias)
- Meta mixta O. P.-Cambridge, 1885 (Yarkand)
- Meta monogrammata Butler, 1876 (Queensland)
- Meta montana Hogg, 1919 (Sumatra)
- Meta nebulosa Schenkel, 1936 (China)
- Meta nigra Franganillo, 1920 (Portugal)
- Meta nigridorsalis Tanikawa, 1994 (China, Japón)
- Meta obscura Kulczyn'ski, 1899 (Is. Canarias, Madeira)
- Meta ovalis (Gertsch, 1933) (EE. UU., Canadá)
- Meta patagiata Simon, 1901 (Argentina)
- Meta qianshanensis Zhu & Zhu, 1983 (China)
- Meta reticuloides Yaginuma, 1958 (Corea, Japón)
- Meta rufolineata (Urquhart, 1889) (New Zealand)
- Meta serrana Franganillo, 1930 (Cuba)
- Meta shenae Zhu, Song & Zhang, 2003 (China)
- Meta simlaensis Tikader, 1982 (India)
- Meta stridulans Wunderlich, 1987 (Madeira)
- Meta tiniktirika Barrion & Litsinger, 1995 (Filipinas)
- Meta trivittata Keyserling, 1887 (New South Wales, Victoria)
- Meta turbatrix Keyserling, 1887 (New South Wales)
- Meta vacillans Butler, 1876 (Rodriguez)
- Meta villiersi Denis, 1955 (Guinea)